# Dobsonia moluccensis
Dobsonia moluccensis es una especie de murciélago de la familia Pteropodidae.

## Distribución geográfica
Se encuentran en Australia, Indonesia y Papúa Nueva Guinea.